# ジェフリ・パルマー
サー・ジェフリ・ウィンストン・ラッセル・パルマー（Sir Geoffrey Winston Russell Palmer KCMG AC KC、1942年4月21日 - ）は、ニュージーランドの元政治家。第33代ニュージーランド首相。ヴィクトリア大学ウェリントン名誉講師。国際司法裁判所判事。日本語では、ジェフリー・パールマー、ジェフリー・パルマと表記されることもある。

## 来歴
ネルソン・カレッジ卒業。ヴィクトリア大学ウェリントンへ進学し、政治学と法学を学ぶ。1967年にアメリカのシカゴ大学でPh.D.（法学博士）を取得。専門は、不正行為法、国際環境法。
オーストラリア政府に勤務し、1974年にヴィクトリア大学ウェリントン教授に就任する。その後1979年の議会総選挙にニュージーランド労働党より出馬し、クライストチャーチの選挙区で初当選。
1984年の総選挙でニュージーランド労働党は勝利し、デビッド・ロンギが首相に就任する。パルマーはロンギ政権で副首相、法務大臣に就任し小選挙区比例代表併用制の発案に取りかかる。
この年よりロンギ首相とロジャー・ダグラス財務大臣主導の行政・財政・経済改革が断行され、ロジャーノミクスが始まる。
1987年の総選挙でニュージーランド労働党およびロンギ内閣は再任され、パルマーは環境大臣に就任する。ダグラス大臣が推し進めたロジャーノミクスを巡る党内反対派との対立から、1989年8月にロンギは首相を辞任する。副首相のパルマーが第33代ニュージーランド首相に就任した。
しかし、学者肌でカリスマ性、リーダーシップに欠けるパルマーは国民受けが悪く、選挙に勝てないと判断した労働党は就任1年後の1990年9月にマイク・ムーアを後任党首に任命する。パルマーは国会議員を辞職し、法学の世界へ戻ることになる。
議員辞職後、ヴィクトリア大学ウェリントン教授へ復帰し、1991年から1996年までアイオワ大学教授に就任（現在はアイオワ大学特別招聘教授）。ヴァージニア大学でも教鞭を取る。
2002年に国際捕鯨委員会ニュージーランド代表を務め、2005年にはニュージーランド法務委員会議長を務めた。
国際連合の要請を受け、2010年5月にトルコとイスラエルとの間で起きたガザ支援船襲撃事件に関する調査委員会会長に就任。
セントルイス・ワシントン大学とホフストラ大学より名誉博士号を授与されている。1991年に聖マイケル・聖ジョージ勲章（ナイト）、オーストラリア勲章、2008年に上席法廷弁護士(SC)の称号を受章。2011年にシカゴ大学名誉同窓生に選出された。